# 七菜

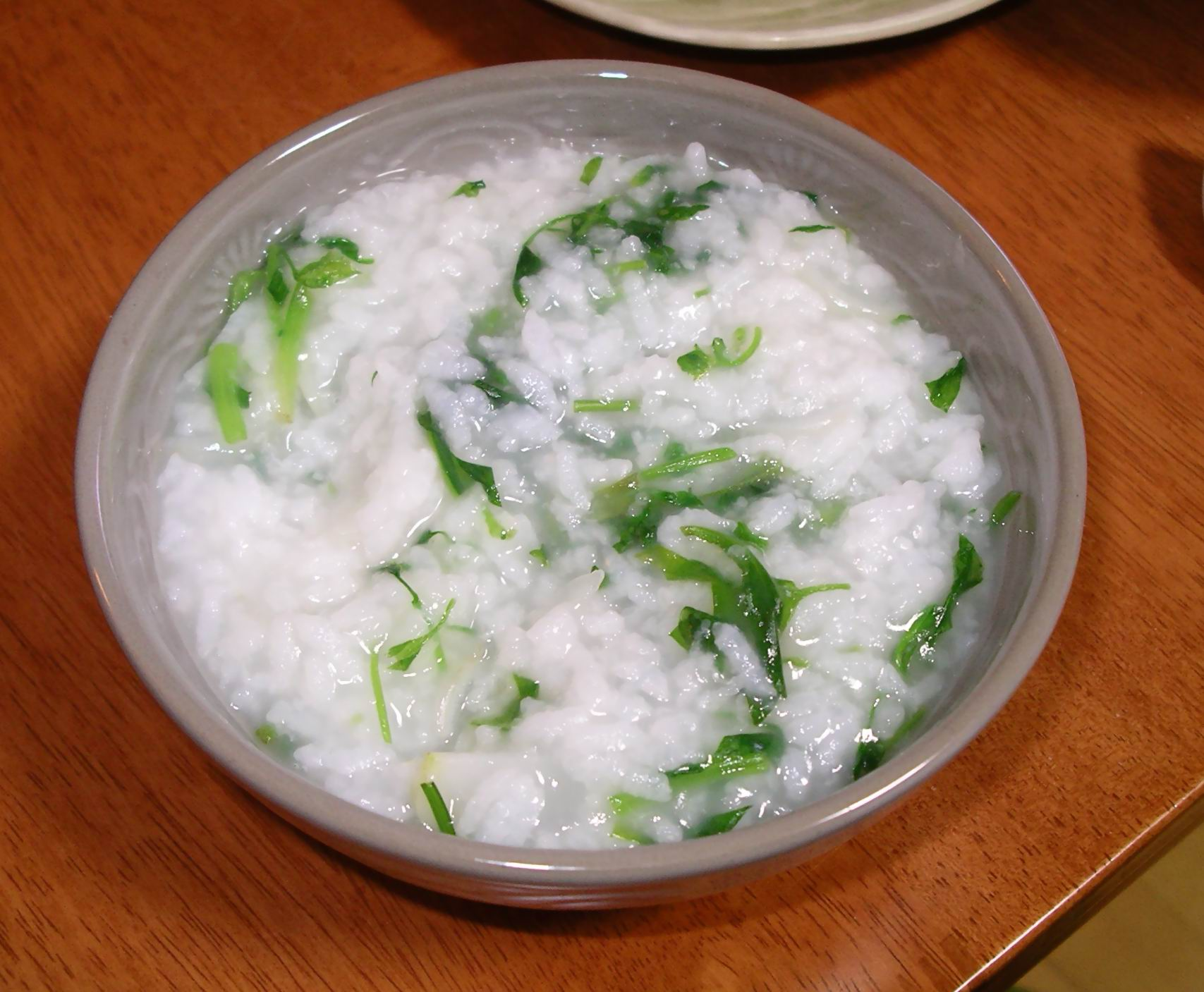
七草粥

七菜是指7種蔬菜，日本稱七草（日语：／ Nanakusa）。這七種蔬菜於東亞新年期間用來煮羹或粥，流行於中國東南和日本。傳統上家庭會於人日當天煮七菜羹、七寶羹或七菜粥，以借為一家帶來好兆頭。由於在人日食用，又有人七菜之稱。吃七菜時必須吃清，不可有剩餘或倒掉，以免「福氣」被倒掉。

## 現況
- 古代臺灣的泉州府後裔會食用七寶羹，到了清代中葉逐漸消逝；客家後裔則到戰後逐漸失傳[1]。臺灣日治時期雖有日人引進日式七草粥，作為賀年活動之一部分，唯今臺灣已普遍無此食俗。
- 廣州地方在郊區尚有流傳這個習俗[2]。

## 起源

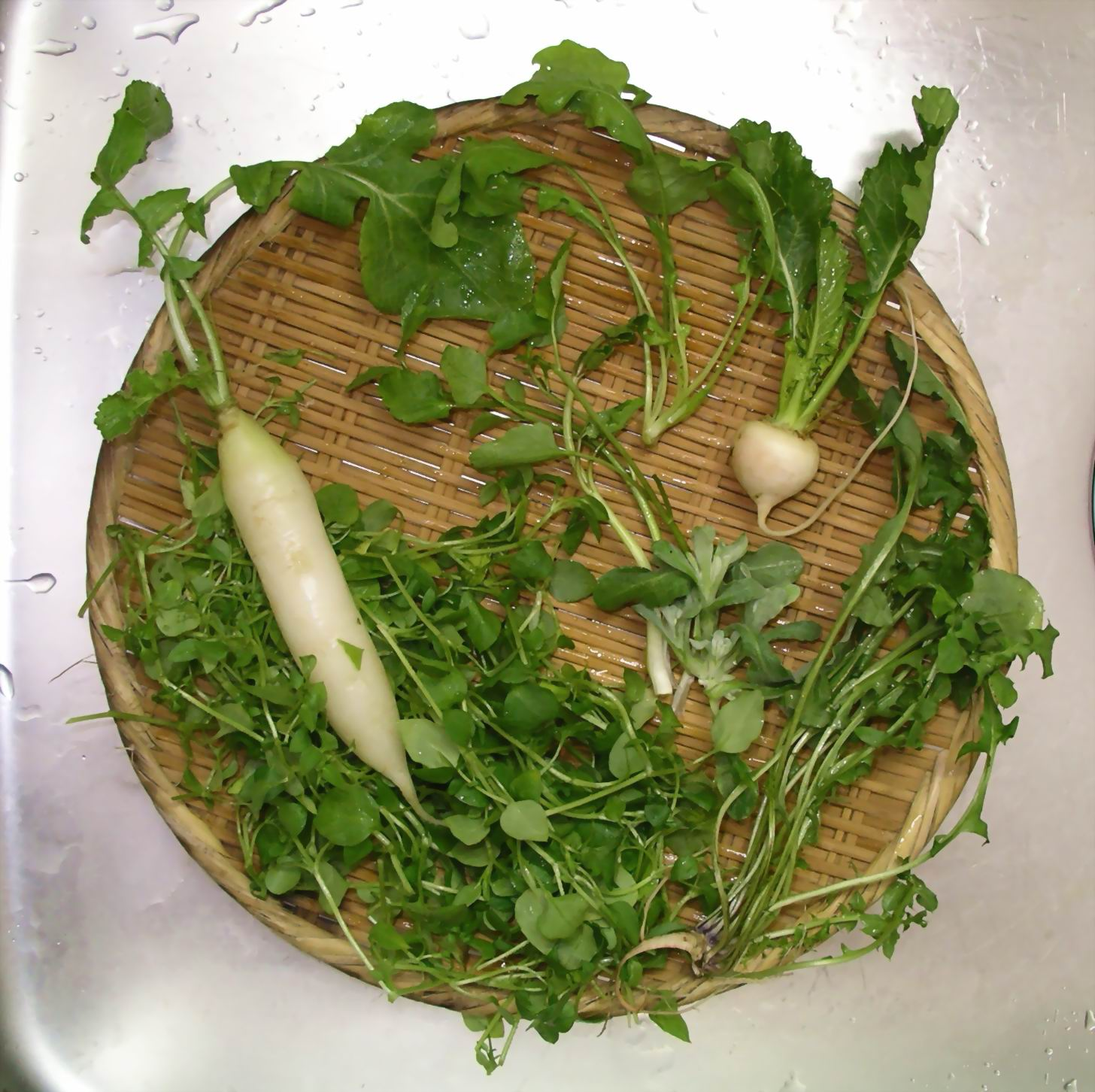
日本的七草

七菜的歷史可追溯至兩漢魏晉時代，起源於中國南方，據南朝学者宗懔的《荊楚歲時記》記載，當時人日是一個重要的日子，把七菜切碎混在一起煮成羹 ，據說可清除邪氣、百病，亦是祈望来年大豐收。
七菜在平安時代由中國傳到日本，日本七草是水芹（芹）、薺、鼠麴草（御形）、繁縷、稻槎菜（仏の座）、蕪菁（菘）、蘿蔔，傳統上會加入白粥煮成七草粥。於正月初七的前夜晚間七時與初七當日早晨六時，將菜放置於砧板上，邊口念「不渡七種唐土鳥與日本鳥之前」，一邊剁碎七菜，稱為「七草之囃」。

## 用料及製法

### 七菜羹
七菜所用的蔬菜並並無一定限制，用料視乎煮法而定。
七菜羹主有兩種吃法，鹹的吃法採用蔬菜分別有白蘿蔔、芥蘭、菜心、大芥菜、春菜、大蒜及芹菜，煮製時把各種蔬菜放進高湯煮成，亦有加入豬肉及蝦米調味。甜的吃法則採用大菜、香菜、菜心、芹菜、芥蘭等素食蔬菜，先爆香蔬菜，再加入醬油及糖調味。

### 七菜粥
把七菜加入白粥裡煮成。

### 不同地區的用料
- 浙江：生菜、芹菜、蔥、韭菜、藠頭、蒜、甘筍
- 廣東人：芹菜、蒜、葱、油麦菜、芫荽、大白菜、生菜[2]。
  - 或芹菜、芥菜、菠菜、青葱、大蒜等[4]。可加米粉[5]。
- 潮汕：芥菜、芥兰、韭菜、春菜、芹菜、蒜、厚瓣菜；
- 客家人：芹菜、蒜、蔥、芫荽、韭菜加鱼、肉等；
- 福建：菠菜、芹菜、蔥蒜、韭菜、芥菜、薺菜、白菜等
- 日本：水芹、薺菜（薺）、鼠麴草、繁縷（繁縷）， 稻槎菜、蕪菁、蘿蔔

## 各種蔬菜的含義
不同蔬菜於不同地方有不同的含義，生菜代表生財；芹菜代表勤勞；大蒜代表會算錢；蔥代表聰明；韭菜代表天長地久；芫荽代表緣份、大芥菜代表新春發財等。故此七菜粥或七菜羹是集各種兆頭於一身的新春菜。

## 變體
馬來西亞和新加坡的華人會以七彩魚生代替七菜。

## 外部連結
- 初七七樣羹 越吃越青春（页面存档备份，存于）
- 農歷網

- 人日菜（页面存档备份，存于）